# 1995-ös Formula–1 csendes-óceáni nagydíj
A csendes-óceáni nagydíj volt az 1995-ös Formula–1 világbajnokság tizenötödik futama.

## Futam
A csendes-óceáni nagydíjon ismét Coulthard és Hill Williamse indult az első sorból. A rajt utáni első kanyarban Schumacher külső ívről próbálta megelőzni a britet, aki feltartotta. Alesi ennek köszönhetően másodiknak jött fel, Hill harmadiknak, míg Schumacher ötödiknek esett vissza (Berger mögé). A német első kiállása után Coulthard mögé jött fel, majd az élre állt. Harmadik boxkiállása előtt elegendő előnyt szerzett, hogy kiállása után az élre térjen vissza. Schumacher győzelmével bebiztosította második bajnoki címét két versennyel a szezon vége előtt. Coulthard második, Hill harmadik lett.
| Helyezés | #  | Versenyző                | Csapat/Motor       | Futott körök | Idő/Kiesés oka | Rajthely | Pontszám |
| -------- | -- | ------------------------ | ------------------ | ------------ | -------------- | -------- | -------- |
| 1        | 1  | Michael Schumacher       | Benetton-Renault   | 83           | 1:48:49,972    | 3        | 10       |
| 2        | 6  | David Coulthard          | Williams-Renault   | 83           | +14,920        | 1        | 6        |
| 3        | 5  | Damon Hill               | Williams-Renault   | 83           | +48,333        | 2        | 4        |
| 4        | 28 | Gerhard Berger           | Ferrari            | 82           | +1 kör         | 5        | 3        |
| 5        | 27 | Jean Alesi               | Ferrari            | 82           | +1 kör         | 4        | 2        |
| 6        | 2  | Johnny Herbert           | Benetton-Renault   | 82           | +1 kör         | 7        | 1        |
| 7        | 30 | Heinz-Harald Frentzen    | Sauber-Ford        | 82           | +1 kör         | 8        |          |
| 8        | 26 | Olivier Panis            | Ligier-Mugen-Honda | 81           | +2 kör         | 9        |          |
| 9        | 7  | Mark Blundell            | McLaren-Mercedes   | 81           | +2 kör         | 10       |          |
| 10       | 8  | Jan Magnussen            | McLaren-Mercedes   | 81           | +2 kör         | 12       |          |
| 11       | 15 | Eddie Irvine             | Jordan-Peugeot     | 81           | +2 kör         | 6        |          |
| 12       | 4  | Mika Salo                | Tyrrell-Yamaha     | 80           | +3 kör         | 18       |          |
| 13       | 23 | Pedro Lamy               | Minardi-Ford       | 80           | +3 kör         | 14       |          |
| 14       | 3  | Katajama Ukjó            | Tyrrell-Yamaha     | 80           | +3 kör         | 17       |          |
| 15       | 24 | Luca Badoer              | Minardi-Ford       | 80           | +3 kör         | 16       |          |
| 16       | 22 | Roberto Moreno           | Forti-Ford         | 78           | +5 kör         | 22       |          |
| 17       | 21 | Pedro Diniz              | Forti-Ford         | 77           | +6 kör         | 21       |          |
| Kiesett  | 14 | Rubens Barrichello       | Jordan-Peugeot     | 67           | Elektronika    | 11       |          |
| Kiesett  | 9  | Gianni Morbidelli        | Footwork-Hart      | 63           | Motorhiba      | 19       |          |
| Kiesett  | 10 | Inoue Taki               | Footwork-Hart      | 38           | Elektronika    | 20       |          |
| Kiesett  | 17 | Andrea Montermini        | Pacific-Ilmor      | 14           | Váltó          | 23       |          |
| Kiesett  | 25 | Szuzuki Aguri            | Ligier-Mugen-Honda | 10           | Kicsúszás      | 13       |          |
| Kiesett  | 29 | Jean-Christophe Boullion | Sauber-Ford        | 7            | Kicsúszás      | 15       |          |
| Kiesett  | 16 | Bertrand Gachot          | Pacific-Ilmor      | 2            | Váltó          | 24       |          |

## A világbajnokság élmezőnyének állása a verseny után
| H  | Versenyzők         | Pont | H  | Konstruktőrök    | Pont |
| -- | ------------------ | ---- | -- | ---------------- | ---- |
| 1. | Michael Schumacher | 92   | 1. | Benetton-Renault | 123  |
| 2. | Damon Hill         | 59   | 2. | Williams-Renault | 102  |
| 3. | David Coulthard    | 49   | 3. | Ferrari          | 73   |
| 4. | Jean Alesi         | 42   | 4. | McLaren-Mercedes | 21   |
| 5. | Johnny Herbert     | 41   | 5. | Sauber-Ford      | 18   |

- A Benetton-Renault és a Williams-Renault csapatok szabálytalan üzemanyag használata miatt nem kapták meg az brazil nagydíjon a nekik járó pontokat.

## Statisztikák
Vezető helyen:
- David Coulthard: 49 (1-49)
- Michael Schumacher: 34 (50-83)

Michael Schumacher 18. győzelme, 22. leggyorsabb köre, David Coulthard 5. pole-pozíciója.
- Benetton 24. győzelem.

Jean Alesi 100. versenye. Jan Magnussen első versenye.